# Casteldaccia
Casteldaccia – miejscowość i gmina we Włoszech, w regionie Sycylia, w prowincji Palermo.
Według danych na rok 2004 gminę zamieszkiwało 8913 osób, 270,1 os./km².